# Надмолекулярна організація вугілля
Надмолекулярна організація вугілля (рос. надмолекулярная организация угля, англ. supramolecular coal structure, нім. übermolekulare Kohlenorganisation f) — внутрішня структура, взаємне розташування у просторі і характер взаємодії між структурними елементами, які утворюють макроскопічне вугільне тіло. Розміри дискретних елементів Н.м.о. варіюються в межах від одиниць до сотень нанометрів.
Розрізняють чотири основних типи Н.м.о.:
- ґлобулярна (згорнуті поодинокі макромолекули або їх групи),
- смугаста (структури всіх полімерів у високоеластичному стані),
- фібрилярна (лінійні пачки та їх агрегати довгастої форми), див. Фібрилярні білки
- крупноструктурна (сфероліти).

Фізичні ти хімічні властивості вугілля значною мірою визначаються його надмолекулярною організацією (НМО). Для вугілля низького ступеня вуглефікації НМО характерні наявністю незамкнутих (відкритих) деформованих кристалоподібних шарів-пачок (рис. 1а). З ростом вмісту вуглецю до 85 % надмолекулярні структурні перетворення протікають тільки за рахунок аліфатичної маси вугілля і виявляються у конформаційних перетвореннях шарів-пачок при переході від марок Д — Г до Г — Ж. При цьому кінцеві групи рекомбінують, утворюються згорнені (складчасті) ґлобулярні системи (рис. 1б), що супроводжується зменшенням концентрації парамагнітних центрів (ПМЦ). По мірі збільшення вмісту вуглецю упаковка цих ґлобулярних систем стає щільнішою. За рахунок розриву аліфатичних зв'язків з'являються нові ПМЦ. Але й при С = 80-86 % частина вугільної маси існує у вигляді незґлобульованих фрагментів НМО. При С = 98-90 % вугільна маса практично повністю представлена ґлобулами, росте товщина пакетів, форма ґлобул наближається до сферичної (рис. 1в, г). При переході від вугілля середніх стадій метаморфізму до вугілля марок ПС-П (С = 93-94 %) ґлобули руйнуються, відбуваються докорінні структурні перебудови, результатом яких є елементи НМО паличкоподібної форми (фібрілярна НМО, рис. 1д). При цьому різко збільшується ароматичність, виникає велика кількість короткоживучих ПМЦ. Найдосконаліша НМО у антрациту (С = 95,8 %). Молекулярна структура характерна мінімальними міжядерними відстанями. Вуглецеві пакети мають витягнуту форму в площині. Стабільні радикали практично відсутні, а короткоживучі, що виникають у процесі подрібнення, швидко рекомбінують.
Особливістю НМО «солоного» вугілля є те, що йони натрію та хлору заповнюють міжпакетний простір (рис. 1ж), орієнтуючись біля електрично відповідних частин структури.